# Sonia de La Provôté
 (septembre 2008).
Si vous disposez d'ouvrages ou d'articles de référence ou si vous connaissez des sites web de qualité traitant du thème abordé ici, merci de compléter l'article en donnant les références utiles à sa vérifiabilité et en les liant à la section « Notes et références ».
Sonia Ernoul de La Provôté est une femme politique française, née le 25 décembre 1968 à Caen (Calvados).

## Biographie
Caennaise depuis sa naissance, Sonia Juhel suit sa scolarité au cours Prieur et au lycée Malherbe, et fait des études à la faculté de médecine de la capitale bas-normande. Après avoir travaillé au CHU, elle devient médecin du travail en entreprise.
En 2001, elle se voit proposer une place sur la liste de Brigitte Le Brethon lors des élections municipales. Alors membre de l’UDF, elle devient maire-adjointe aux affaires scolaires, à la santé et au handicap (2001-2008). Elle est en 2004 la candidate de la majorité départementale pour les élections cantonales dans le canton de Caen-3. Au second tour de ce scrutin elle est battue par Jean Notari, en obtenant 45,43 % des voix.
En 2007, elle soutient activement François Bayrou lors de l'élection présidentielle.
Soucieuse de perpétuer l’existence d’un parti du centre-droit au sein de la vie politique française et de rassembler des femmes et des hommes attachés aux idées libérales, et résolue à mettre en œuvre concrètement le message libéral[passage promotionnel], Sonia de La Provôté rejoint alors le Nouveau Centre, parti politique présidé par l’un de ses proches, le ministre de la défense, Hervé Morin. Fin 2007, elle devient présidente du Nouveau Centre du Calvados, élue à une large majorité.
En 2008, lors du premier tour des élections municipales, elle est la numéro 2 sur la liste « Donnons un souffle nouveau à Caen », conduite par Luc Duncombe (NC). Jean-Christophe Lagarde et Hervé Morin viennent soutenir cette liste. Lors du second tour, elle s'allie avec Brigitte Le Brethon (UMP). À la suite de la victoire de la gauche (56,26 % contre 43,74 %), Sonia de La Provôté devient donc membre de l’opposition municipale. Elle est depuis la présidente de « La voix du Centre à Caen », le groupe des élus libéraux au sein du conseil municipal.
En 2014, la liste UDI-MoDem menée par Sonia de La Provôté obtient 18 % des suffrages. Au deuxième tour, elle fusionne avec la liste UMP et remporte l'élection municipale de Caen avec 57,03 % des voix. Sonia de La Provôté devient première adjointe du nouveau maire, Joël Bruneau. En 2015, elle est élue présidente du pôle Caen Normandie Métropole.
Le 1er octobre 2017, elle devient sénatrice à la suite de la démission de Jean-Léonce Dupont, l'un des 41 sénateurs à avoir choisi de privilégier ses mandats locaux en vertu de la loi du 14 février 2014 sur le non-cumul des mandats en France,. Elle quitte dès lors ses mandats exécutifs locaux. Le 27 septembre 2020, elle est réélue sénatrice du Calvados.

## Mandats
- conseillère municipale de la ville de Caen
  - 2001-2008 : maire-adjointe de Caen, chargée du handicap, de la santé et des affaires scolaires
  - 2008-2014 : conseillère municipale d'opposition, présidente du groupe « La voix du Centre à Caen »
  - 2014-2017 : 1re maire-adjointe de Caen, chargée de l'urbanisme, de l'habitat et du renouvellement urbain.
- conseillère communautaire de Caen la Mer
  - 2014-2017 : 2ème vice-président, délégué à l’aménagement de l’espace
- conseillère générale puis départementale du Calvados
  - 2015-2017 : 4e vice-présidente du Conseil Départemental
- présidente de Caen Normandie métropole[7] (2015-2017)

## Publications
- La presqu'île de Caen : quand le paysage fabrique la ville (2016)
- Amiante et cancers digestifs : enquête d'incidence menée dans le Calvados sur la période 1978-1992 dans une cohorte de sujets professionnellement exposés (1998)